# Onofrio Giliberto
Onofrio Giliberto da Solofra, noto anche come Honofrio Giliberto od Onofrio Giliberti (Solofra, 1616 circa – 1665 circa) è stato uno scrittore, drammaturgo e romanziere italiano.

## Biografia

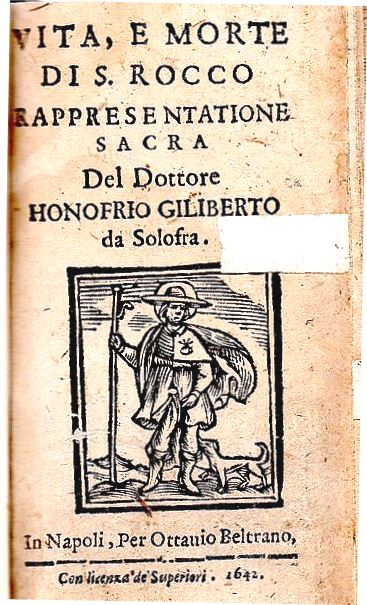
Vita e Morte di San Rocco (Napoli, 1642) di Onofrio Giliberto

Nacque a Solofra dalla nobile e antica famiglia dei Giliberti (Drengot Quarrel), nel Palazzo Giliberti alla Forna di Solofra, alla fine del secondo decennio del XVII secolo.
Circa la sua famiglia di nascita sappiamo che la madre Diana Vigilante era sorella di Giulia Vigilante madre del noto pittore Francesco Guarini
Gli anni nei quali va identificata la sua data di nascita sono da collocare tra il 1616 e il 1618, come si evince dalle sue stesse opere.
Della sua vita si conosce poco o nulla se non la data delle sue opere e che egli si laureò in utriusque legis a Napoli nel 1643.
Non è noto dove abbia trascorso la sua vita né la sua formazione, i pochi dati biografici, oltre quelli bibliografici, portano la data di alcuni atti giuridici da lui stilati come giureconsulto presso gli Orsini duchi di Gravina e principi di Solofra.
Secondo il quanto riferito dal Vito Antonio Grassi nelle sue "Genealogie e Ragguagli Istorici del antico e moderno Stato di Solofra e Sua università", opera manoscritta datata 1722 sappiamo che il Giliberto al momento della morte aveva un'unica erede, una nipote Livia Murena, come si evince dal "Testamento del Dottor Honofrio Giliberto u.j.d" datato "Die 28 mensis julii 1656". Da esso si evincerebbe che il Giliberto al momento della redazione testamentaria non aveva moglie o figli, ma solo la madre, una sorella e forse un fratello ancora in vita.
Oltre alla sua attività giuridica, importante fu anche quella teatrale che risentì delle sperimentazioni del Barocco napoletano assai eclettico e ricco di innovazioni linguistiche e tematiche.

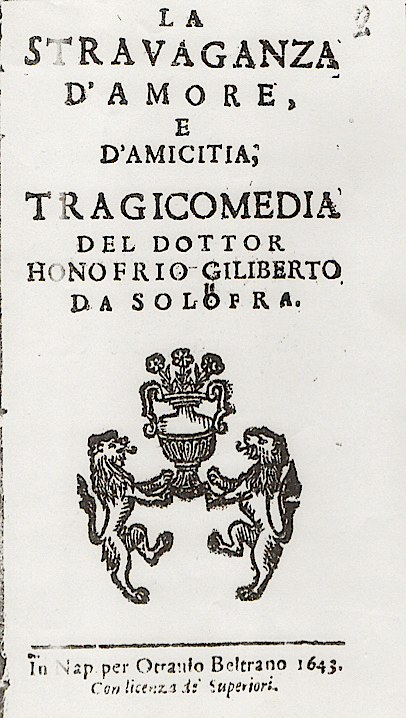
La Stravaganza d'Amore e d'Amicizia (Napoli, 1643) di Onofrio Giliberto

È da escludersi la sua paternità della commedia La vana gelosia stampata a Napoli nel 1635 come afferma Lucinda Spera nel Dizionario Biografico degli Italiani.
Certa è invece la paternità della Vita e morte di San Rocco pubblicata nel 1642 nella capitale partenopea per i tipi di Ottavio Beltrano; l'opera è dedicata a Don Fabrizio di Capua, Gran Conte di Altavilla e Principe della Riccia.
Sempre a Napoli, nel 1643, pubblicò la tragicommedia in prosa La stravaganza d'amore e d'amicizia, dedicata a Ferdinando Orsini, conte di Muro, principe di Solofra.

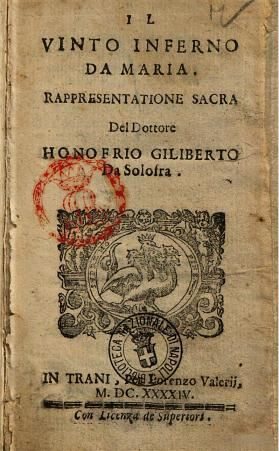
Il Vinto inferno da Maria (Napoli, 1644) di Onofrio Giliberto

La sua esperienza letteraria fu legata anche alla parentela con il pittore solofrano e napoletano Francesco Guarini, suo cugino di primo grado come scrive Carlo Coppola nell'articolo dal titolo Onofrio Giliberto e Francesco Guarini a cui dedicò una delle sue opere più famose Il vinto inferno da Maria. Quest'opera, tragicommedia in versi frutto di sperimentazione linguistica fra italiano e contaminazioni dialettali napoletane, fu stampata a Trani nel 1644 per i tipi di Lorenzo Valeri, tipografo romano, tra i pionieri della stampa in Puglia.

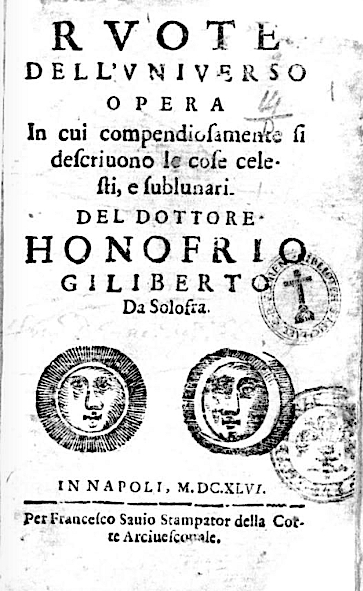
frontespizio di Le ruote dell'universo di Onofrio Giliberto (Napoli, 1646)

In seguito pubblicò Le meraviglie del Sant'Angelo Custode, o vero Lo schiavo del demonio, anche questo testo, "rappresentazione sagra" in versi è da opera da poco tornata alla luce in Toscana, di cui si sa che ebbe due editori il Novello De Bonis e il Francesco Savio 1662. Dell'opera ci è pervenuta solo la seconda edizione, come recita il frontespizio. Essa fu ristampa per volontà di tale Lattanzio di Gennaro che ne firmò anche la Lettera di dedica. Sempre nella stessa lettera sappiamo che l'opera fu dedicata dallo stesso testo di Gennaro a "Francesco d'Aceti, uno degli otto, del Collegio de' Spetiali di Medicina Napolitani", e a "Ottavio de Nucci e Giuseppe Barbogli". Il primo - come si legge godeva della personale protezione dell'"Heroe di Partenope e di quasi tutta la Nobilità Napoletana", mentre gli altri due sono indicati come veri luminari delle medesima professione.
Sappiamo che l'unica copia oggi ritrovata appartenne allo scrittore e politico toscano Ferdinando Martini.

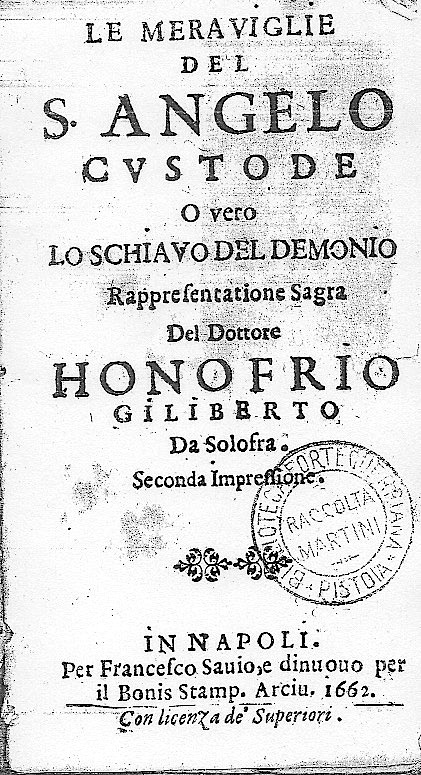
Le meraviglie del S. Angelo Custode di Onofrio Giliberto (Napoli.1662)

Nel 1660 il pubblicò a Napoli la prima edizione del romanzo Il Caualier della rosa, overo Aggiunta alle gare de' disperati, ristampato a Venezia nel 1663. Le copie note della prima edizione si trovano a Bari, a Napoli e a Londra mentre della seconda copia se ne ha conserva un esemplare presso la Biblioteca Apostolica Vaticana.
L'opera è proposta sin dal frontespizio come l' "aggiunta" alle Gare de' disperati, fortunato romanzo del genovese Giovanni Ambrogio Marini, che lo aveva composto nel 1644 e rivisto nel 1653. Si tratta di un grande romanzo che contiene numerosissimi temi a mezza strada tra il fantastico e l'avventuroso oltre a iperboliche e immaginifiche descrizioni del Regno del Perù.
Giliberto nutrì forti interessi per l'enciclopedismo del suo tempo e compose anche Le ruote dell'Universo, opera in cui compendiosamente si descrivono le cose celesti e sublunari. Si tratta di un'opera di carattere eclettico in cui si fornisce una sorta di vademecum sulla vita del tempo, misto ad almanacchi, descrizioni storiche e geografiche. Stampata a Napoli per Francesco Savio nel 1646 se ne conoscono tre copie di cui tre in Italia (Firenze, Bari, Napoli ed una conservata in Spagna).
Circa la sua morte si hanno scarsissime notizie ma essa è certamente avvenuta tra luglio 1664 e marzo 1666. Infatti, nel mese di luglio 1664 egli è presente come testimone sostituto all'apertura del testamento della principessa Dorotea Orsini e nel marzo 1666 i suoi eredi istruiscono la pratica alla regia udienza per l'apertura del suo testamento che egli stesso aveva stilato in tempo di peste il 28 giugno 1656.

### Il problema delConvitato di Pietra
Il convitato di pietra, dramma di Onofrio Giliberto, stampato in Napoli per Francesco Savio, 1652 è l'opera più nota del Giliberto ma è tuttavia perduta, come evidenziava già alla fine dell'Ottocento Benedetto Croce. 
Lo stesso critico mostrava anche qualche dubbio sulla reale esistenza dell'opera, ma veniva smentito dalle testimonianze a lui precedenti prima fra tutte quella di Carlo Goldoni che nella sua prefazione al Don Giovanni chiariva di aver letto l'opera e di averla confrontata tanto con quella del Cicognini, quanto con l'originale di Tirso de Molina e scriveva: « Un secolo or sarà per l'appunto, che uscì dalla Spagna il Convitato di pietra, commedia fortunatissima [...], la quale piena zeppa d'improprietà, d'inconvenienze com'era [...], fu in Italiano tradotta da Giacinto Andrea Cicognini Fiorentino, ed anche da Onofrio Giliberto Napoletano, pochissima differenza essendovi fra queste due traduzioni » Ancora, prima, d'altro canto, tanto Niccolò Toppi tanto Leone Allacci includevano Il Convitato di Pietra del Giliberto nei loro repertori bibliografici.

## Influenza culturale
Il Giliberto fu il destinatario della lettera di dedica premessa alla tragicommedia pastorale di Marc'Antonio Perillo intitolata Il Corsaro Amante.

## Opere
- Vita e morte di San Rocco, Napoli, Ottavio Beltrano, 1642
- La stravaganza d'amore e d'amicizia, Napoli, Ottavio Beltrano, 1643
- Il vinto inferno da Maria, Trani, Lorenzo Valerii, 1644
- Le ruote dell'Universo, opera in cui compendiosamente si descrivono le cose celesti e sublunari, Napoli, Francesco Savio, 1646.
- Il convitato di pietra, Napoli, Francesco Savio, 1652
- Le meraviglie del S. Angelo Custode, o vero Lo schiavo del demonio, Napoli, Francesco Savio e di nuovo per il Bonis, 1662
- Il cavalier della rosa ovvero aggiunta a le gare de' disperati, Napoli, Novello de Bonis, 1660
- Il cavaliere della rosa, overo Aggiunte alle gare de' disperati. Del dottor Honofrio Giliberto..., Venezia, il Turrini, 1663,